# Planète Sauvage
Koordinaten: 47° 7′ 6″ N, 1° 45′ 49″ W
Das Planète Sauvage ist ein Zoo mit Safaripark in Port-Saint-Père an der französischen Atlantikküste im Westen Frankreichs, rund 15 Autominuten von Nantes entfernt.

## Hintergrund
Ursprünglich wurde der Park am 1. Mai 1992 von Monique und Dany Laurent mit rund 500 Tieren unter dem Namen „Safari Africain“ eröffnet. Sechs Jahre später wurde der Park zum Planète Sauvage umbenannt, der von 2005 bis 2015 von der französischen Freizeitpark-Kette Grévin & Cie geleitet wurde. Im Mai 2015 wurde der Tierpark zusammen mit dem französischen Freizeitpark La Mer de Sable für 15,4 Millionen Euro an die Freizeitpark-Kette Looping Group verkauft, die seit Ende Juni 2015 der neue Betreiber des Tierparks ist.
Auf einem 80 Hektar großen Parkgelände mit kleinen Waldgebieten und einer zehn Kilometer langen Safaristrecke beherbergt das Planète Sauvage über 1.000 Tiere aus rund 150 Tierarten, zu denen u. a. Elefanten, Löwen, Nashörner, Flusspferde, Wölfe, Bären, Geparden, Giraffen, Bisons, Zebras, Watussirinder und Wallabys gehören. Die dortige Safaristrecke gliedert sich in die fünf Kontinente mit den jeweiligen Tierarten. 
Seit 2009 gibt es ein Delfinarium. Es ist eines von zwei Delfinarien, die derzeit in Frankreich existieren. Im Oktober 2022 werden neun Große Tümmler gehalten. Sechs davon wurden zwischen 1989 und 2009 in verschiedenen Delfinarien geboren, drei zwischen 2016 und 2019 geborene Exemplare kamen in Planète Sauvage zur Welt.

## Galerie
|  |  |  |  |  |  |